# Martin Gottschild
Martin Gottschild (Künstlername Gotti) (* 24. September 1976 in Ost-Berlin) ist ein deutscher Musiker, Komiker, Autor und Schauspieler. Neben seinem Bühnenpartner Sven van Thom ist er Teil des Comedy-Duos Tiere streicheln Menschen.

## Leben
Gottschild wuchs in Berlin-Pankow in einer musikalischen Familie auf, absolvierte das Abitur und plante, anschließend Musik zu studieren. Die Aufnahmetests waren aber bereits so anspruchsvoll, dass ein anschließendes Studium nicht sinnvoll erschien, sodass er stattdessen eine Ausbildung zum Einzelhandelskaufmann im Musikhaus Hellersdorf abschloss. Er begann in unterschiedlichen Bands zu spielen. Als Musiker singt er und spielt Bass und Gitarre.

## Schaffen
Seit 2000 ist Gottschild Mitglied der Band Sofaplanet, zudem ist er Gründungsmitglied der 2003 gegründeten Band Beatplanet, welche 2007/2008 als Vorband bei den Ärzten auftrat. 2007 trat er mit der Band beim Bundesvision Song Contest an. Seit 2008 tritt er auch zeitweise in der Begleitband von Sven van Thom „Die stahlharten Bäuche“ auf. 2012 spielte er im Film von Martin Persiel This Ain’t California mit. 2013 wurde Gottschild gemeinsam mit Sebastian Mösch für den Deutschen Radiopreis in der Kategorie Beste Comedy nominiert. Von Januar 2014 bis April 2016 produzierte er gemeinsam mit Sven van Thom die wöchentliche Radiorubrik „Tiere streicheln Menschen“ für den Sender radioEins, die freitags, innerhalb der Sendung „Die schöne Woche“ ausgestrahlt wurde. Von Mai 2016 bis März 2019 war er zusammen mit Tommy Wosch in der wöchentlichen Sendung „radioZwei“ beim Sender Radio Eins zu hören. 2019 spielte er eine Nebenrolle in Leif in concert an der Seite von Tilo Prückner. Seit 2019 produziert Gottschild wieder gemeinsam mit Sven van Thom die wöchentliche Radiorubrik „Tiere streicheln Menschen“ für den Sender radioEins. 2021 gewann er den Deutschen Radiopreis in der Kategorie Beste Comedy, diesmal für die Radiosendung „Gottis Corona Tagebuch“.
Beim Independent Days | Internationales Filmfest in Karlsruhe 2025 erhielt Gottis Straßenbahn-Westernkomödie Tram – Wasch Dir vorm Sterben nochmal die Hände (Co-Regie Christian Klandt) den Award in der Kategorie Best Medium Length Film.

## Werke (Auswahl)

### Bücher
- Der Schatz im Silberblick. 2010
- Die Schwarte Mamba: Ein Buch wie ein Fäustling. 2011
- gemeinsam mit Jule Geflitter: Herr Hasel & Fräulein Nuss. Loob Musik, 2012.
- Dia-Abend: Unvergängliche Erinnerungen eines der größten Räusperer unserer Zeit. Metrolit, 2013.
- als Mitautor: Niemand hat die Absicht einen Tannenbaum zu errichten. Satyr Verlag, 2013.
- Im Würgegriff des Wanderfalken. Loob Musik, 2016.
- „Schwabylon Berlin“, Egmont, 2021

### Hörbücher
- gemeinsam mit Sven van Thom: Ihre gröbsten Erfolge. 2014
- Die Cops ham mein Handy von Lukas Adolphi. 2018

### Filme
- Tram – Wasch Dir vorm Sterben nochmal die Hände. 2024

### Weitere Beiträge
- Ronny, Maik und Nancy
- 2008 Gesang auf #5 Karpatenhund: Alles Ist Schiefgegangen
- 2008 Text für Phantomschmerz von Sven van Thom: Lady Snowflake
- 2011 Quatsch Comedy Club
- 2014 NDR Comedy Contest, Folge 32, Staffel 9, Folge 1
- 2017 Lyrics auf Pudding Mit Frisur, Teil 1 von Sven van Thom: Österreich
- 2017 Beitrag in Moment mal!: Was die Zeit mit uns macht. Rowohlt Berlin'
- 2019 Stimme und Autor und Dialogregie bei „Der Sandmann für Erwachsene“
- 2020 Darsteller im Film „Leif in concert vol.2“
- 2020 Komponist und Texter (zusammen mit Sven van Thom) von „Mit Büchsenschuh´n im Hopserlauf“ auf dem Album „Unter meinem Bett 6“
- 2021 Stimme und Autor und Dialogregie bei der 2. Staffel Der Sandmann für Erwachsene
- 2021 Autor der Berliner Asterix-Mundart-Ausgabe „Schwabylon Berlin“